# Eleginus
Eleginus és un gènere de peixos pertanyent a la família dels gàdids.

## Distribució geogràfica
Eleginus gracilis es troba al Pacífic nord (des de Corea del Nord fins a Sitka -Alaska-, l'illa Victòria, el cap Lisburne -el mar dels Txuktxis- i l'estret de Dease), mentre que la navaga (Eleginus nawaga) és autòctona de les mars Blanca, de Barentsz i de Kara, i, també, del territori que hi ha entre la badia de Kola i la desembocadura del riu Obi.

## Taxonomia
- Eleginus gracilis (Tilesius, 1810)[5]
- Navaga (Eleginus nawaga) (Koelreuter, 1770)[6][7][8][9][10][11][12][13]